# Jótei
Jótei (japonsky 羊蹄山, Jótei-san) je v současnosti neaktivní stratovulkán, nacházející se na ostrově Hokkaidó, severozápadně od jezera Toja. Sopka má tvar klasického stratovulkanického kužele, podobného sopce Fudži. Vrchol je ukončen 700 m širokým kráterem. 

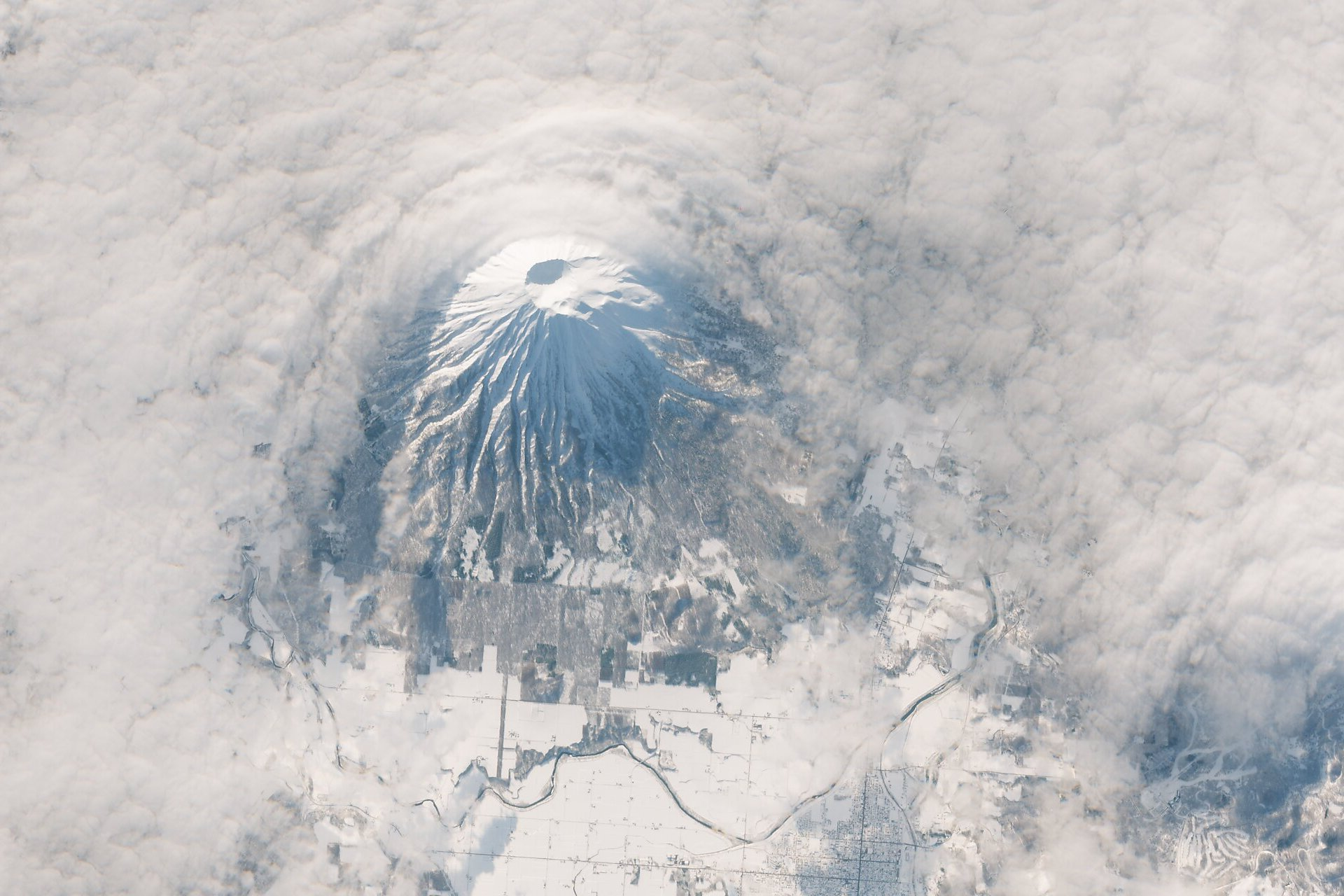
Satelitní snímek sopky Jótei mezi mraky

Poslední erupce se odehrála přibližně před 5 000 až 6 000 lety.